# Валун

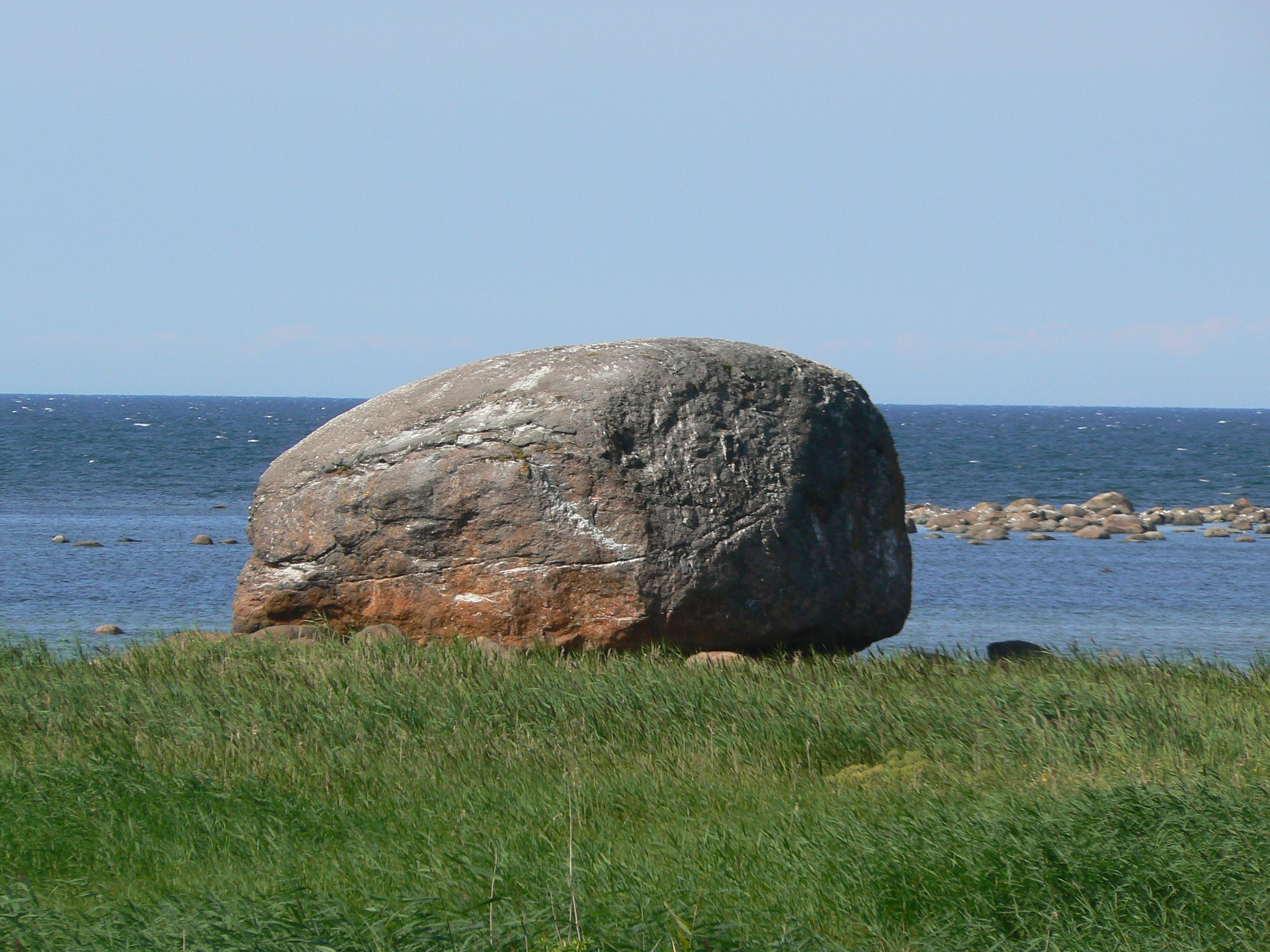
Крупный валун на берегу Балтийского моря

Валун — крупный окатанный обломок горной породы, имеющий в поперечнике 0,256 метра и более (валуны ледникового происхождения достигают размеров 7—9 метров). 
Окатанную форму валуны приобретают при переносе ледниками, водными потоками и при ветровой эрозии. Более мелкие округлые камни (дикий камень твёрдой породы, окатанный и оглаженный водой) называются, в зависимости от размера: голыш, булыжник, кругляш, окатыш (окатиш), галька.

## Описание

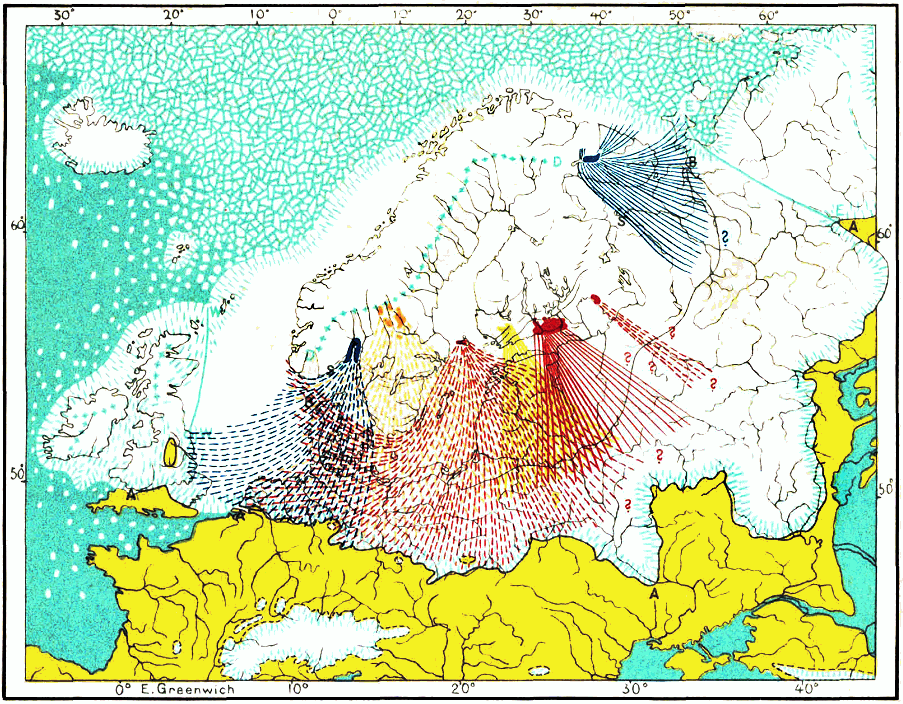
Карта путей переноса валунов из Скандинавии и Финляндии, по Седерхольму

Неокатанные глыбы часто неверно называют валунами. Окатанность валунов может иметь различный генезис. Он может быть связан с обработкой в водных горных потоках в процессе транспорта. Окатанность валун может приобрести в ходе формирования морены. Определённая обработка острых рёбер валунов может приобретаться за счёт эоловой деятельности — корразии и дефляции. К псевдоокатанности валунов приводит процесс десквамации.

## Изучение
На Европейской части России валуны начали изучать:
- 1787 — Зуев, Василий Фёдорович
- 1792 — Озерецковский, Николай Яковлевич
- 1803 — Севергин, Василий Михайлович
- 1816 — Разумовский, Григорий Кириллович
- 1828 — Бутенев, Николай Фёдорович
- 1829 — Арсеньев, Константин Иванович
- 1830 — Перелыгин, Пётр Андрианович
- 1830 — Странгвейс, Уильям
- и другие

В Пруссии было создано «Общество исследования валунов»

## Применение
Используются для получения строительных материалов и в строительстве (при сооружении фундаментов, стен, мостовых, укреплении откосов и прочего). Применяются для украшения в ландшафтном дизайне.